# Adelogorgia
Adelogorgia är ett släkte av koralldjur. Adelogorgia ingår i familjen Gorgoniidae.
Kladogram enligt Catalogue of Life:
| Adelogorgia | \| \| Adelogorgia phyllosclera \| \| \| \| \| \| Adelogorgia telones \| \| \| \| |
|             | \| \| Adelogorgia phyllosclera \| \| \| \| \| \| Adelogorgia telones \| \| \| \| |
|             | Eugorgia                                                                         |
|             |                                                                                  |
|             | Eunicella                                                                        |
|             |                                                                                  |
|             | Gorgonia                                                                         |
|             |                                                                                  |
|             | Guaiagorgia                                                                      |
|             |                                                                                  |
|             | Hicksonella                                                                      |
|             |                                                                                  |
|             | Leptogorgia                                                                      |
|             |                                                                                  |
|             | Litigorgia                                                                       |
|             |                                                                                  |
|             | Pacifigorgia                                                                     |
|             |                                                                                  |
|             | Phycogorgia                                                                      |
|             |                                                                                  |
|             | Phyllogorgia                                                                     |
|             |                                                                                  |
|             | Pinnigorgia                                                                      |
|             |                                                                                  |
|             | Pseudopterogorgia                                                                |
|             |                                                                                  |
|             | Pterogorgia                                                                      |
|             |                                                                                  |
|             | Rhodophyton                                                                      |
|             |                                                                                  |
|             | Rumphella                                                                        |
|             |                                                                                  |
|             | Adelogorgia phyllosclera                                                         |
|             |                                                                                  |
|             | Adelogorgia telones                                                              |
|             |                                                                                  |

|  | Adelogorgia phyllosclera |
|  |                          |
|  | Adelogorgia telones      |
|  |                          |